# Paul Oertmann

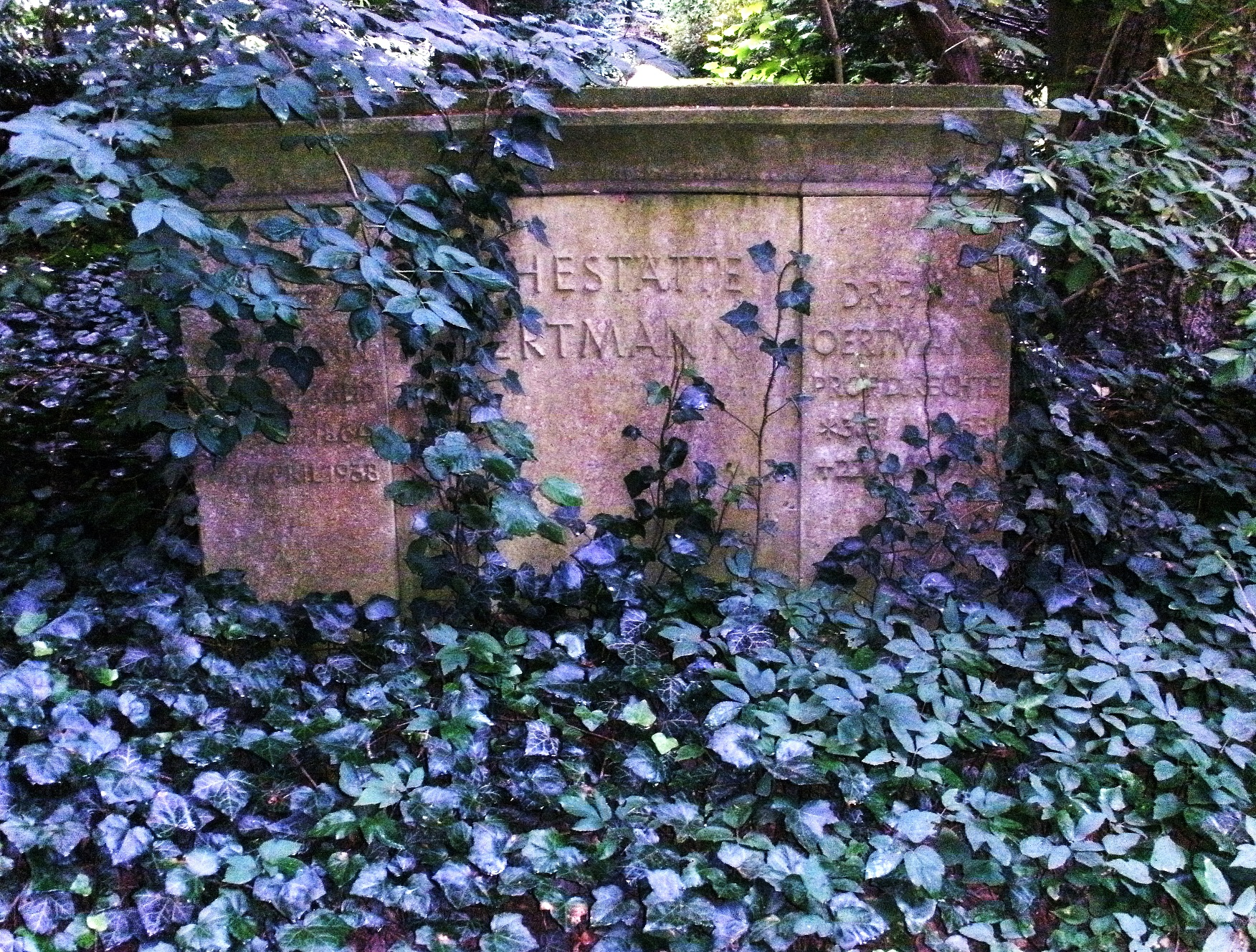
Göttingen, Stadtfriedhof: Grab Paul Oertmann

Paul Ernst Wilhelm Oertmann (* 3. Juli 1865 in Bielefeld; † 22. Mai 1938 in Göttingen) war ein deutscher Zivilrechtler. Bekannt wurde er vor allem durch seine 1921 erschienene Schrift „Die Geschäftsgrundlage – Ein neuer Rechtsbegriff“. Oertmann schuf mit der Geschäftsgrundlage ein Rechtsinstrument zur Bewältigung der bis dahin stark umstrittenen Einrede veränderter Umstände, das sich fortan immer fester in Rechtsprechung und Lehre etablieren konnte. Seit dem Schuldrechtsmodernisierungsgesetz 2002 ist die Lehre von der Geschäftsgrundlage in § 313 BGB schließlich auch positivrechtlich ausdrücklich geregelt und bildet eine defensiv anzuwendende Ausnahme zum Grundsatz Pacta sunt servanda (Vertragseinhaltungsgebot).

## Leben
Oertmann wurde als Sohn des Fabrikbesitzers August Oertmann und seiner Mutter Emma Graf geboren. Am 25. Oktober 1902 heiratete er Lotte Windscheid, die Tochter des Geheimrates Bernhard Windscheid. Die Lehre Windscheids von der Voraussetzung war eine wesentliche Vorgängerin der von Oertmann begründeten Lehre von der Geschäftsgrundlage.
Nach dem Abitur in Bielefeld im Jahre 1884 studierte Oertmann an den Universitäten Berlin und Freiburg. 1887 schloss er sein Referendarexamen in Berlin ab. Im selben Jahr wurde er zum Doktor der Rechtswissenschaften (Dr. iur.) promoviert; 1891 erlangte er in Leipzig zudem die Doktorwürde im Fach Philosophie (Dr. phil.). 1892 folgte seine rechtswissenschaftliche Habilitation (auch in Berlin). 1896 wurde Oertmann außerordentlicher Professor in Berlin.
1901 erhielt er schließlich einen Ruf der Universität Erlangen. Dort lehrte und forschte er als ordentlicher Professor bis 1917 in den Gebieten Deutsches Bürgerliches Recht, Römisches Zivilrecht und Zivilprozessrecht. In den Jahren 1908/1909 war Oertmann Prorektor in Erlangen. Von 1918 bis 1934 hatte Oertmann einen Lehrstuhl für Bürgerliches Recht und Prozessrecht in Göttingen inne. 1938 verstirbt er in Göttingen.

## Wirken
Oertmann gelang es in der von Währungsverfall erschütterten Zeit nach dem Ersten Weltkrieg, das Rechtsinstrument des „Wegfalls der Geschäftsgrundlage“ einzuführen. Nachdem er noch 1914 in seiner Schrift „Rechtsordnung und Verkehrssitte“ versucht hatte, veränderte Umstände (wie z. B. eine von den Parteien völlig unerwartete Inflation) über die Auslegung des Vertrages zu berücksichtigen, erkannte er in seiner Schrift „Die Geschäftsgrundlage. Ein neuer Rechtsbegriff“ von 1921, dass im deutschen Recht ein völlig neues Institut zur Herbeiführung eines angemessenen Interessenausgleichs unter den Parteien notwendig ist. Das Reichsgericht übernahm die Lehre von der Geschäftsgrundlage schon im Jahr nach der Einführung der Geschäftsgrundlage am 3. Februar 1922 in seiner Entscheidung „Vigognespinnerei“ zur Berücksichtigung der Geldentwertung in einem Vertrag über den Kauf einer Spinnerei. 
In Rechtsliteratur und Rechtsprechung wurde die Rechtskreation als Oertmannsche Formel bekannt. Bis heute stößt die Formel immer wieder auf Ablehnung, wenn die Auffassung vertreten wird, dass ein Leistungsgläubiger in einer freien Marktwirtschaft Verkalkulierungsrisiken selbst zu tragen hat. Würde bei der Bildung der Geschäftsgrundlage unter den Parteien nicht deutlich werden, dass spätere Änderungen der objektiven Bedingungen hypothetisch schon jetzt im Willen aufgenommen werden sollen, könne der Richter in der Nachbetrachtung nicht dazu gezwungen werden, auf einen solchen hypothetischen Willen der Parteien abzustellen. Ergänzend zu Treu und Glauben, sei letztlich doch die objektive Sachlage entscheidend. Aufgrund dieser Erwägungen wird die Formel bis heute selten angewendet.

## Schriften
- Die Geschäftsgrundlage. Ein neuer Rechtsbegriff. Keip Reprint, Goldbach 1995 (Nachdr. d. Ausg. Leipzig 1921).
- Grundriß des deutschen Zivilprozeßrechts. Keip Reprint, Goldbach 1995 (Nachdr. d. Ausg. Leipzig 1930).
- Rechtsordnung und Verkehrssitte insbesondere nach Bürgerlichem Recht. Zugleich ein Beitrag zu den Lehren von der Auslegung der Rechtsgeschäfte und von der Revision. Scientia-Verlag, Aalen 1971 (Nachdr. d. Ausg. Leipzig, 1914).
- Der Vergleich im gemeinen Zivilrecht. Scientia-Verlag, Aalen 1969 (Nachdr. d. Ausg. Berlin 1895).